# ایگور اشمیاووفسکی
ایگور اشمیاووفسکی (لهستانی: Igor Śmiałowski؛ ‏ ۲۰ ژوئن ۱۹۱۷ – ۱۶ ژوئن ۲۰۰۶) بازیگر اهل لهستان بود.
از فیلم‌ها یا برنامه‌های تلویزیونی که وی در آن نقش داشته‌است، می‌توان به پزشک قلابی، جوانی شوپن، گفتار پایانی نورنبرگ، سربازان آزادی، ترانه‌های ممنوعه، قماری بالاتر از زندگی و مرحله پایانی اشاره کرد.